# Agnė Sereikaitė
Agnė Sereikaitė (ur. 19 października 1994 w Wilnie) – litewska łyżwiarka szybka.

## Kariera
25 stycznia 2015 zdobyła brązowy medal mistrzostw Europy na 1000 metrów – jest to pierwszy medal Litwy w zawodach tej rangi w short tracku